# Slangendrager

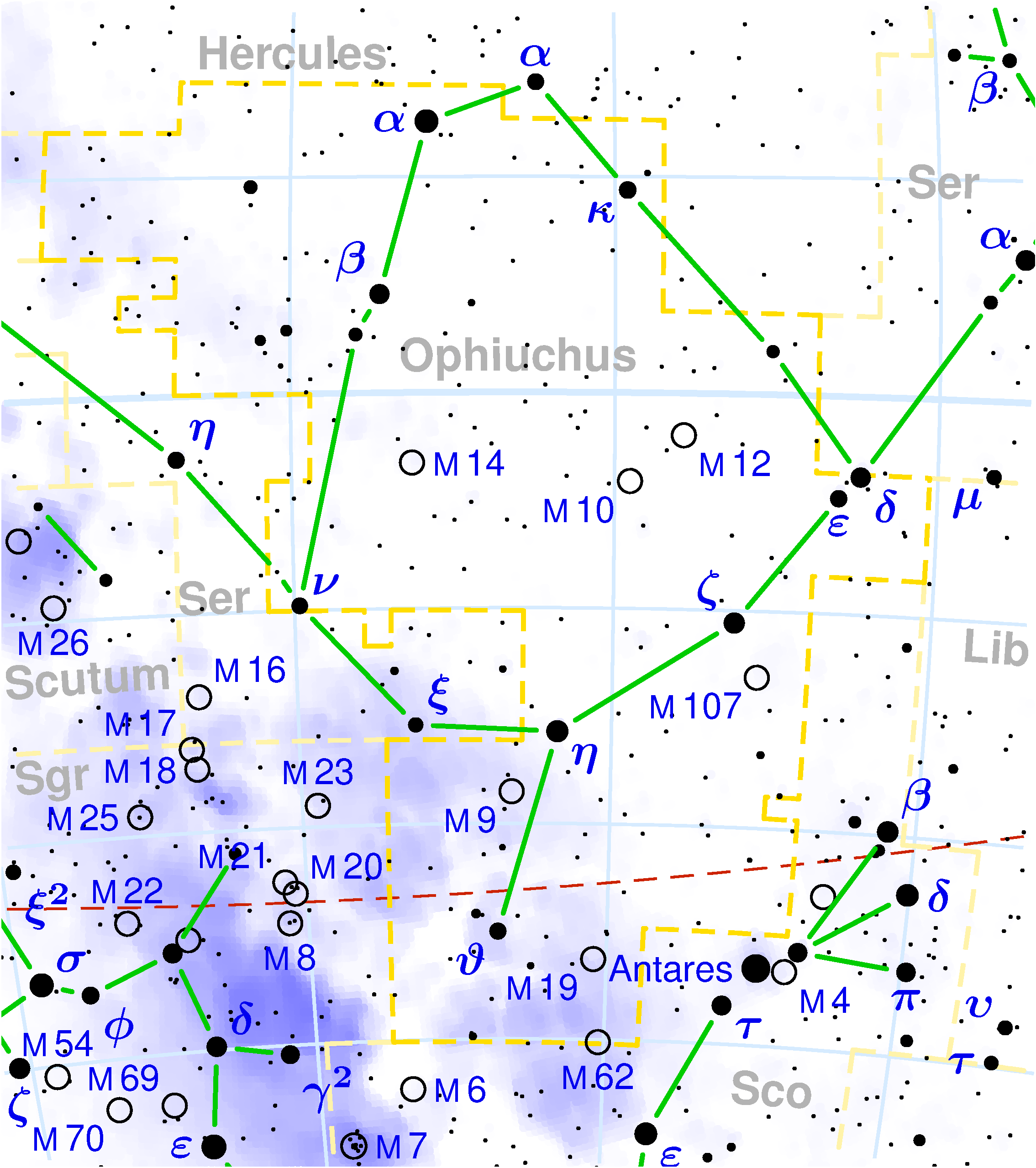
Kaart van het sterrenbeeld Slangendrager.

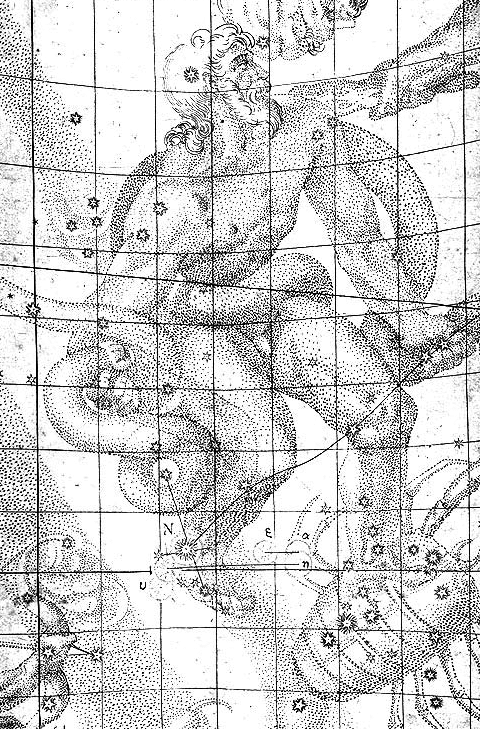
Uitsnede uit een gegraveerde sterrenkaart van Ophiuchus in een werk van Johannes Kepler over de supernova van 1604, aangegeven als de ster "N" in de voet van de Slangendrager.

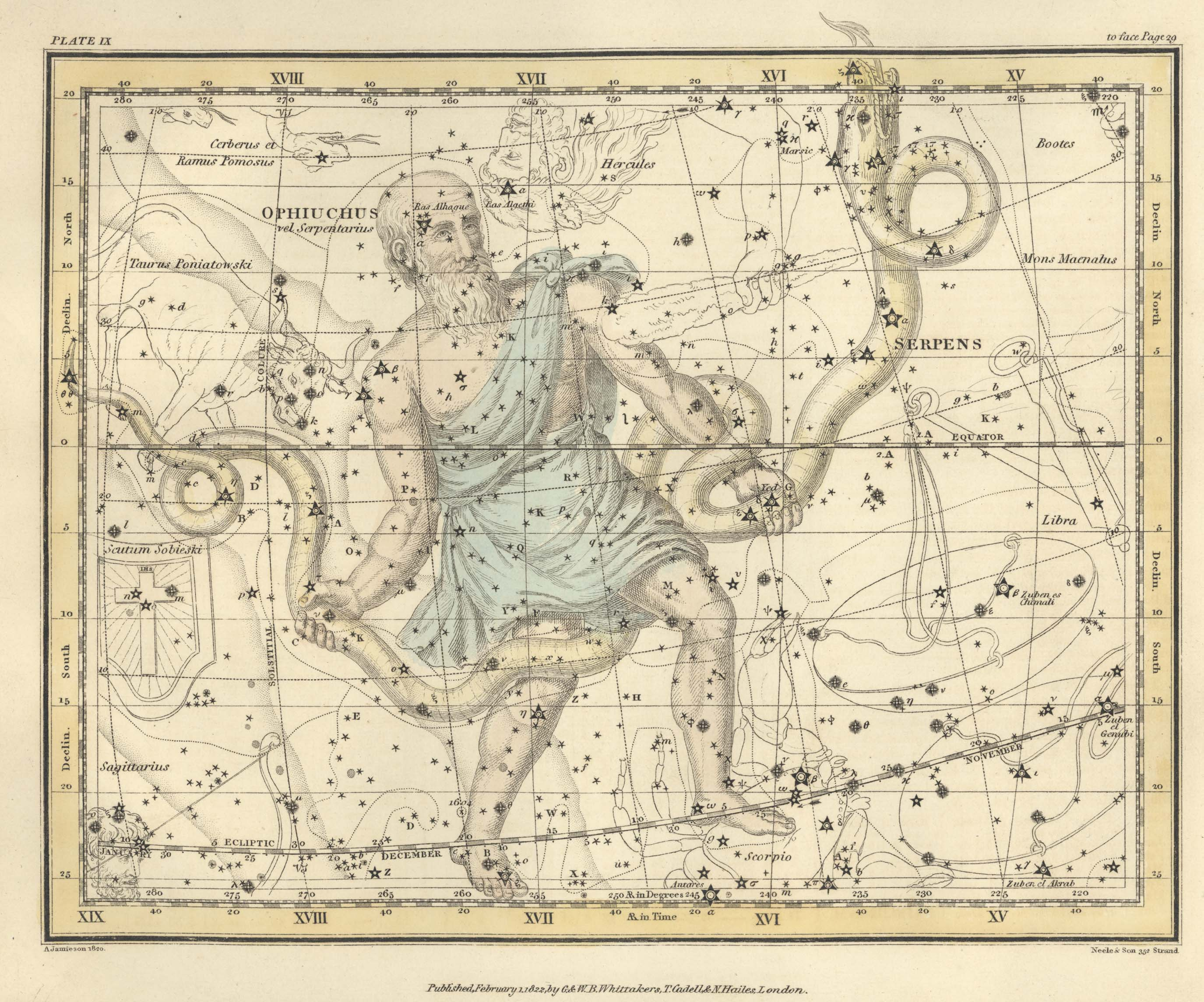
Plaat van Ophiuchus in de Celestial Atlas van Alexander Jamieson uit 1822. Boven de staart van de slang het voormalige sterrenbeeld Taurus Poniatowski

Slangendrager (Ophiuchus, afkorting Oph) is een sterrenbeeld aan de hemelequator, liggende tussen rechte klimming 15u58m en 18u42m en declinatie 14° −30'.
Hoewel de ecliptica door Ophiuchus loopt, behoort het niet tot de dierenriem; het teken wordt wel in de vedische astrologie gebruikt. Daarom wordt het weleens het 13e teken genoemd. De zon doorloopt Ophiuchus elk jaar van 30 november tot 18 december.

## Sterren
(in volgorde van afnemende helderheid)
- Rasalhague (α, alpha Ophiuchi)
- Sabik (η, eta Ophiuchi)
- Yed Prior (δ, delta Ophiuchi)
- Cebalrai (β, beta Ophiuchi)
- Yed Posterior (ε, epsilon Ophiuchi)
- Marfik (λ, labda Ophiuchi)

## Telescopisch waarneembare objecten

### New General Catalogue(NGC)
NGC 6059, NGC 6171, NGC 6218, NGC 6220, NGC 6234, NGC 6235, NGC 6240, NGC 6254, NGC 6266, NGC 6273, NGC 6280-1, NGC 6280-2, NGC 6284, NGC 6287, NGC 6293, NGC 6294, NGC 6296, NGC 6304, NGC 6309, NGC 6316, NGC 6325, NGC 6333, NGC 6342, NGC 6355, NGC 6356, NGC 6360, NGC 6366, NGC 6368, NGC 6369, NGC 6378, NGC 6384, NGC 6401, NGC 6402, NGC 6413, NGC 6426, NGC 6481, NGC 6509, NGC 6517, NGC 6525, NGC 6570, NGC 6572, NGC 6615, NGC 6633

### Index Catalogue (IC)
IC 1242, IC 1243, IC 1247, IC 1255, IC 1257, IC 4589, IC 4603, IC 4604, IC 4622, IC 4625, IC 4626, IC 4627, IC 4629, IC 4634, IC 4657, IC 4659, IC 4665, IC 4675, IC 4676, IC 4688, IC 4691

## Bezienswaardigheden
- Door de ligging in de richting van de Melkweg bevat het sterrenbeeld veel sterrenhopen. De bekendste hiervan zijn opgenomen in de catalogus van Charles Messier, te weten M9, M10, M12, M14, M19, M62 en M107. Verder zijn er diverse donkere stofwolken en absorptienevels te vinden die het licht van de daarachter gelegen sterren verduisteren.
- Op groothoekfoto's van de melkweg die doorheen dit sterrenbeeld loopt is een groot silhouet te zien dat opmerkelijk veel lijkt op een zwart paard. Dit silhouet mag niet verward worden met de bekende Paardekopnevel in het sterrenbeeld Orion. Het Rho Ophiuchi stof complex en de donkere Pijpnevel (Pipe Nebula) zijn onderdelen van dit zwarte paard (The Great Dark Horse). De donkere stofnevel Barnard 63 ten west-zuidwesten van de ster 40-ξ Ophiuchi stelt daarbij een van de voorste benen van het paard voor, dat in dit geval boogvormig opgeheven is.
- In 1604 verscheen een supernova in Slangendrager, deze is onder meer waargenomen en beschreven door Johannes Kepler en staat bekend als Kepler's Supernova, SN 1604. In hetzelfde sterrenbeeld bevindt zich ook de Ster van Barnard, na het stelsel van Alpha Centauri de dichtst bij de aarde staande ster. Ook de in 2009 ontdekte exoplaneet GJ 1214b bevindt zich in Slangendrager.
- NGC 6572 is een planetaire nevel die (dankzij de opvallende kleur ervan) verschillende bijnamen heeft gekregen: Blue Racquetball, Emerald Nebula, Green Nebula, Turquoise Orb.
- NGC 6369 is een planetaire nevel die bekend is als Kleine Geest (Little Ghost).
- NGC 6240 is een peculiair sterrenstelsel dat ligt ongeveer 400 miljoen lichtjaar van de Aarde.
- Er zijn een aantal roodkleurige  koolstofsterren in de Slangendrager: CCCS 2538 (zuidoostelijk van 72 Ophiuchi), V Ophiuchi, V 2309 Ophiuchi, TW Ophiuchi, CCCS 2453, CCCS 2509, V 627 Ophiuchi.
- De dubbelster 70 Ophiuchi (Σ 2272) vertoont een opmerkelijk kleurcontrast, de kleuren ervan werden beschreven als Yellow - Red / Gold - Violet / Bright Yellow - Orange / Golden - Rusty Orange.
- Op 18:12.5 / +4°8' (J2000) is een merkwaardig sterrenrijtje te vinden. Dit sterrenrijtje is vermeld in T.W.Webb's Celestial Objects for Common Telescopes, Volume 2; The Stars, bladzijde 349: Curious Sequence of Small Stars. Dit sterrenrijtje staat noordoostelijk van de driehoekige kop van het vroegere sterrenbeeld Taurus Poniatovski (de Stier van Poniatowski).

## Aangrenzende sterrenbeelden
(met de wijzers van de klok mee)
- Hercules
- (Kop van de) Slang (Serpens Caput)
- Weegschaal (Libra)
- Schorpioen (Scorpius)
- Boogschutter (Sagittarius)
- Staart van de Slang (Serpens Cauda)
- Arend (Aquila)